# اوا تودور
ایوا تودور نولدینگ (زادهٔ ۹ نوامبر ۱۹۱۹ – ۱۰ دسامبر ۲۰۱۷) بازیگر و رقصنده برزیلی بود.
اوا فودور در بوداپست به دنیا آمد اما در سال ۱۹۲۹ به همراه خانواده اش به برزیل مهاجرت کرد. او بعداً نام خانوادگی خود را به تودور تغییر داد. او دو بار با لوئیس ایگلسیاس از سال ۱۹۳۵ تا زمان مرگش در سال ۱۹۶۳ و با پائولو نولدینگ از سال ۱۹۶۴ تا زمان مرگش در سال ۱۹۸۹ ازدواج کرد. او فرزندی نداشت.

## فیلم‌شناسی

### سینما
- ۱۹۶۰: دو دزد در نقش مادام گابی
- ۱۹۶۴: نان، عشق و… توتوبولا در نقش همسر کاستا
- 2003: Xuxa Abracadabra در نقش مادربزرگ
- 2008: اسم من جانی نیست در نقش دونا مارلی

### تلویزیون
- ۱۹۷۵: روکه سانتیرو در نقش آمبروزینا آبله "دونا پومبینها" (منتشر نشده)
- ۱۹۷۷: لوکوموتیواس در نقش کیکی بلانچ
- 1984: پارتیدو آلتو در نقش سیسیلیا
- ۱۹۸۹: مدل برتر در نقش مورگانا کوندرا
- ۱۹۹۲: د کورپو و آلما در نقش کالو (ماریا کارولینا پاستوره)
- ۱۹۹۳: اولهو نه اولهو در نقش وریدیانا
- ۲۰۰۰: ای کراوو ایا رزا در نقش Josefa Lacerda de Moura
- 2002: سایت پیکاپو زرد در نقش ماریا خوزه (Mazé)
- ۲۰۰۵: آمریکا در نقش خانم جین
- ۲۰۰۹: کامینهو داس ایندیاس در نقش خانم Cidinha
- ۲۰۱۲: برزیلی (قسمت: "A Vidente de Diamantina") در نقش دونا کونچیتا
- ۲۰۱۲–۲۰۱۳: سلو خورخه در نقش دالیا (حضور نهایی)